# 民主社会中道・人民党
民主社会中道・人民党（みんしゅしゃかいちゅうどう・じんみんとう、ポルトガル語: Centro Democrático e Social-Partido Popular、略称:CDS-PP）は、ポルトガルの中道右派政党。国際民主同盟及び欧州人民党に加盟。選挙の際は「人民党」と名乗ることが多い。党首はヌーノ・メロ。

## 歴史

### 結党
カーネーション革命後の政治的混迷の最中に結成。1975年1月25日に、ポルトのロザ・モタ・パビリオンにて初の党大会を開催する。

### カーネーション革命に抗して
1975年3月25日以後、当時の政権が主要産業の国有化に踏み切ったことを受け、党は公式に野党を表明。また、翌年4月2日には社会主義色が濃い憲法の批准に16名の議員が国内の政党で唯一反対票を投じており、同年の選挙で共産党を上回る42議席を獲得した。

### 民主同盟
1979年には、社会民主党及び人民君主党と中道右派政党連合「民主同盟」（Aliança Democrática、AD）を結成。社会民主党のフランシスコ・サ・カルネイロ率いる民主同盟は、同年と翌年の選挙で勝利し、政権与党となった。
サ・カルネイロを首班とする民主同盟政権において人民党は、5名の閣僚及び10名の国家評議会員を輩出、また、ディオゴ・フレイタス・ド・アマラル党首が副首相兼外務大臣に就く。
しかし、1980年12月4日にサ・カルネイロ首相、アデリノ・アマロ・ダ・コスタ国防相らが航空事故により死亡すると、ド・アマラルが新政権発足まで首相を務める（後任は社会民主党党首のフランシスコ・ピント・バルセマン）。1981年9月4日、ド・アマラル党首辞職に伴い政権が崩壊し、民主同盟にも終止符が打たれる。

### 野党の20年間
民主同盟の崩壊後、アドリアノ・モレイラ新党首の下で党体制の刷新を図るも、退潮を止めることが出来ず1期限りで党首を降りる。その後ド・アマラルが党首に返り咲いてもこの傾向は変わらず、アニーバル・カヴァコ・シルヴァ率いる社会民主党の後塵を拝し、一時は4議席（後に5議席）にまで後退。1992年にはド・アマラルが党を離れる。
ド・アマラルの離党後の同年3月、第10回党大会にてマヌエル・モンテイロが党首に選ばれ、翌年の臨時党大会で スペインの同名の政党を模範とすべく、党名に人民党が加わる。
1995年の議会選挙で15議席を獲得し党勢が回復したものの、1997年の地方選挙で敗北を喫する。この結果を受けモンテイロが党首を辞任し、ブラガで開かれた党大会にてパウロ・ポルタスが党首に就任。ポルタスは1999年の議会選挙で現有議席を確保することなどを公約し、それを果たした。

### 「民主連合」
2001年の地方選挙と翌年の議会選挙で大敗後、社会党のアントニオ・グテーレス首相が辞任。一方、社会民主党が比較第1党となったことから、20年振りに人民党との連立政権が復活する。その際、人民党は3名の閣僚（ポルタス国防相、バガン・フェリス社会保障相、セレステ・カルドナ法務相）を輩出。
2004年夏、ジョゼ・マヌエル・ドゥラン・バローゾ首相が辞職し欧州委員会委員長となったのに伴い、ペドロ・サンタナ・ロペスを首班とする新たな社会民主党・人民党連立政権が誕生。だがロペス首相は国民からの人気が今一つだったため4ヶ月で辞任、議会も解散し議会選挙へと突入する。

### 2005年ポルトガル議会選挙以後
2005年の議会選挙では、人民党が議会第3党の維持と社会党の絶対多数阻止を掲げ選挙戦を展開。その結果、10%の得票率を記録したものの、現有14議席から2議席減らす12議席に留まった。
選挙での惨敗と連立相手であった社会民主党の敗北を受け、ポルタスが党首の座を降り、ホセ・リベイロ・カストロが新党首となった。しかし2007年5月にはポルタスが党首に返り咲く。ポルタスの下で党は息を吹き返し、2009年の議会選挙にて21名が当選し躍進する。
その後党勢は退潮が続いており、2019年の総選挙では、改選前の18議席から13議席を失い、5議席にまで勢力が後退、さらに2022年の総選挙では全議席を失った。

## 中絶に対する立場
プロライフ政党としての立場から、妊娠中絶の合法化には強く反対する。1998年及び2007年実施の中絶合法化の是非を問う国民投票では、何れも反対キャンペーンを展開。なお、党自体は非合法中絶と中絶自体が抱える問題を解決するべく、「生命に対する権利」に基づく代案を出している。

## 党勢の推移
| 選挙年 | 総得票数  | 得票率 | 当選者 |
| ------ | --------- | ------ | ------ |
| 1975   | 434,879   | 7.6%   | 16     |
| 1976   | 876,007   | 16.0%  | 42     |
| 1979   | 2,554,458 | 42,5%  | 42     |
| 1980   | 2,706,667 | 44,9%  | 46     |
| 1983   | 716,705   | 12.6%  | 30     |
| 1985   | 577,580   | 10.0%  | 22     |
| 1987   | 251,987   | 4,4%   | 4      |
| 1991   | 264,317   | 4.4%   | 5      |
| 1995   | 534,470   | 9,0%   | 15     |
| 1999   | 451,543   | 8,3%   | 15     |
| 2002   | 477,350   | 8,7%   | 14     |
| 2005   | 416,415   | 7.3%   | 12     |
| 2009   | 592,778   | 10.4%  | 21     |
| 2011   | 653,987   | 11.7%  | 24     |
| 2015   | 2,085,465 | 38.6%  | 18     |
| 2019   | 221,094   | 4.2%   | 5      |
| 2022   | 89,181    | 1.6%   | 0      |

注：1979年および1980年の得票率および得票数は、民主同盟のもの。2015年の得票率および得票数は、社会民主党との政党連合「ポルトガルよ前へ」のもの。

## 脚註
1. ↑  “CDS de Assunção conquistou mais de 4000 novos militantes”. Diário de Notícias. (2018年3月10日) 2018年3月10日閲覧。
2. ↑  David Gowland, David; Dunphy, Richard; Lythe, Charlotte (2006). The European Mosaic. London: Pearson. p. 207. ISBN 978-0-582-47370-6
3. ↑   Europa World Year Book 2. London: Taylor & Francis Group. (2004). p. 3484. ISBN 978-1-85743-255-8
4. ↑   Parties and Elections in Europe